# Позняк Андрій Анатолійович
Андрій Анатолійович Позняк (нар. 30 квітня 1988, с. Борівка, Макарівський район, Київська область, УРСР — пом. 3 березня 2014, м. Київ, Україна) — один із Небесної сотні. Герой України.

## Біографія
Народився Андрій 30 квітня 1988 р. у селі Борівка Макарівського району. У 2003 р. закінчив Борівську середню загальноосвітню школу. Любив природу, під час навчання у школі разом з друзями висадив величезну алею фруктових дерев, за що отримав «Похвальну грамоту» від директора школи. Займався спортом, їздив на змагання. У 2006 р. був призваний на строкову службу до Збройних сил України, служив в інженерних військах. Після демобілізації мешкав у Києві. Працював в охоронній фірмі. Був доброю, спокійною та врівноваженою людиною.
Дуже любив Україну, її культуру та історію, був справжнім патріотом своєї Батьківщини, відчував біль своєї держави, вболівав за її долю, підтримував її в боротьбі за свободу, прагнув їй добра та кращого майбутнього, мав активну громадянську позицію, не міг миритися з безправ'ям та соціальною несправедливістю. Тому не осторонився подій, що розгорнулися в столиці.

## На Майдані
Взимку 2013—2014 років перебував на Майдані Незалежності у Києві, був активним учасником Революції гідності. 3 березня 2014 року тіло Андрія Позняка було знайдено в центрі Києва з вогнепальним пораненням у голову. Похований у рідному селі Борівка.

## Вшанування пам'яті
- У червні 2015 в Борівському навчально-виховному об'єднанні «Загальноосвітня школа І-ІІ ступенів — дитячий садок» Макарівського району відкрито меморіальну дошку Герою Небесної Сотні Позняку Андрію Анатолійовичу[2].

### Нагороди
- Звання Герой України з удостоєнням ордена «Золота Зірка» (21 листопада 2014, посмертно) — за громадянську мужність, патріотизм, героїчне відстоювання конституційних засад демократії, прав і свобод людини, самовіддане служіння Українському народу, виявлені під час Революції гідності[3]
- Медаль «За жертовність і любов до України» (УПЦ КП, червень 2015) (посмертно)[4]